# Renia clavalis
Renia clavalis är en fjärilsart som beskrevs av Achille Guenée 1854. Renia clavalis ingår i släktet Renia och familjen nattflyn. Inga underarter finns listade.